# Program inwestycji NATO w dziedzinie bezpieczeństwa
NSIP – program utworzony w celu zabezpieczenia finansowania projektów inwestycyjnych, których celem jest wsparcie misji prowadzonych przez Sojusz Północnoatlantycki. 

## Wprowadzenie do programu
Program utworzono w 1951 r. na potrzeby państw członkowskich NATO, które korzystały z tego narzędzia podczas prowadzonych inwestycji z zakresu obronności. Z czasem przeznaczenie środków gromadzonych w ramach programu NSIP uległo zmianie, co wynikało bezpośrednio z sytuacji geopolitycznej, jaka miała miejsce po rozpadzie Związku Radzieckiego. Sojusz znalazł się w sytuacji, w której jego funkcjonowanie przestało mieć sens - rozpadł się Związek Radziecki, w obawie przed którym jednoczyły się państwa członkowskie. W wyniku tych zmian w Sojuszu doszło do rewizji poglądów, a także zmiany samej instytucji NSIP, która stała się narzędziem pozwalającym na finansowanie działań mających na celu rozbudowę bezpieczeństwa zbiorowego.
W ramach odświeżonej formuły NSIP sojusznicy mogli prowadzić inwestycje związane z kreowaniem odpowiednich zdolności wojskowych, o charakterze znacznie wykraczającym poza obronę granic własnego kraju. W skład inwestycji wchodziła budowa, rozbudowa i remonty konkretnej infrastruktury wojskowej oraz pozyskiwanie zasobów materialnych, koniecznych do wykorzystania pełnego potencjału wprowadzanych zmian. Takie podejście pozwoliło na zwiększenie skuteczności realizacji planów operacyjnych wypracowywanych w Sojuszu, co przełożyło się na osiągnięcie zamierzonego poziomu obrony.

## Opis programu
Źródłem finansowania działań podejmowanych w ramach NSIP jest specjalny fundusz, w którym gromadzone są składki wnoszone przez kraje uczestniczące w programie. Wysokość składki, odprowadzanej przez każdego z członków NSIP, jest określana przez Komitet Inwestycyjny NATO, który na podstawie prowadzonych analiz wskaźników makroekonomicznych i demograficznych, wskazuje wartość procentowego udziału danego kraju w całości budżetu funduszu inwestycyjnego.
Program Inwestycji NATO w Dziedzinie Bezpieczeństwa obejmuje swoim zakresem wyłącznie te działania, które uzyskają akceptację Rady Północnoatlantyckiej, zatwierdzającej tzw. CP (capability package), które pozwalają na osiągnięcie pożądanych przez Sojusz zdolności operacyjnych.
Po zatwierdzeniu zadania, następuje proces wydatkowania środków niezbędnych na jego realizację, który jest prowadzony przez Komitet Inwestycyjny NATO. Każde zadanie inwestycyjne prowadzone w NSIP ma przypisany podział kosztów zadania, na koszty ponoszone przez kraj ubiegający się o realizację zadania (gospodarz), oraz koszty ponoszone przez Sojusz.

## Udział Polski w programie NSIP
W związku z wejściem do NATO w 1999 r., Polska także uzyskała możliwość korzystania ze środków Funduszu NSIP, co w praktyce okazało się bardzo ważnym narzędziem pozwalającym na finansowanie budowy potencjału militarnego kraju. Polska podejmowała kluczowe inwestycje infrastrukturalne, których celem było uzyskanie możliwie najszybszej kompatybilności z siłami sojuszniczymi.
Polska korzystała z pozytywnego efektu finansowego, będącego wynikiem preferencyjnego traktowania przez Sojusz ze względu na niskie wskaźniki makroekonomiczne i demograficzne kraju, co pozwoliło Polsce uzyskać dodatni bilans ekonomiczny w wysokości 531 mln zł. Dotychczas w Polsce zorganizowano 21 przetargów (20 wygranych przez polskie firmy i 1 powierzony firmie zagranicznej) o łącznej wartości kosztorysowej 3 446 mln zł, w ramach których średnio 61% kosztów było ponoszone przez Fundusz NSIP.  
Programem NSIP w Polsce objęte jest 8 pakietów inwestycyjnych:
- CP 2A0022 – Infrastruktura dla Sił Wzmocnienia NATO w nowo przyjętych państwach;
- CP 5A0035 – Integracja systemu dowodzenia obrony powietrznej dla Polski, Czech i Węgier z systemem NATINADS;
- CP 5A0039 – Zapewnienie systemu wstępnej łączności, oraz informacyjnego wsparcia krajów wstępujących;
- CP 5A0044 – Stanowiska radarowe dalekiego zasięgu typu BACKBON dla łączności naziemnej G - G;
- CP 5A0109 – Budowa możliwości operacyjnych systemu dowodzenia obrony i kontroli przestrzeni powietrznej;
- CP 9B0401 – Centrum Szkolenia Sił Połączonych JFTC;
- CP 9B3012/5A0006 – Morski system łączności i kierowania;
- CP 0A149R01 - Modernizacja budynku nr 4 na siedzibę dowództwa 3 batalionu łączności NATO w Bydgoszczy[2].